# 로디지아 니아살랜드 연방
로디지아 니아살랜드 연방(Federation of Rhodesia and Nyasaland) 또는 중앙아프리카 연방(Central African Federation)은 1953년부터 1963년까지 존재하였던 아프리카 남부의 옛 영국령 지역으로, 현재의 잠비아, 짐바브웨, 말라위에 해당한다.
제2차 세계 대전 이후에 남로디지아에서는 백인 이민이 증가하면서 농업, 제조업이 발전했다. 북로디지아에 위치한 구리 광산의 흑인 노동자들이 경제 활동에 참여하면서 인접한 니아살랜드와의 관계 또한 크게 발전했다.
남로디지아, 북로디지아, 니아살랜드에 거주하는 백인들 사이에서는 단일 국가 수립 여론이 높아졌다. 영국은 원래 단일 국가 수립을 반대했지만 아프리카 식민지 독립 운동의 활성화 억제, 각 지방의 독자적인 정책 유지를 위한 차원에서 연방제 국가 수립을 지지했다. 이를 계기로 1953년에 로디지아 니아살랜드 연방이 수립되었다.
로디지아 니아살랜드 연방은 형식적으로는 모든 인종에게 참정권을 인정했지만 유권자 등록에서는 백인이 절대적으로 유리했기 때문에 남아프리카 공화국의 인종 차별 정책인 아파르트헤이트와 유사한 편이었다. 연방 정부의 정책이 남로디지아를 중심으로 이루어졌기 때문에 연방에서 다수를 차지하고 있던 흑인들 사이에서는 연방제 반대 여론이 높아졌다.
1959년에는 니아살랜드 반란이 일어났지만 진압되었고 북로디지아에서는 광산 노동자들이 파업을 일으켰다. 1960년대에 아프리카 국가들이 차례대로 독립하면서 북로디지아, 니아살랜드는 연방 탈퇴 움직임을 강화하게 된다. 남로디지아의 백인들 사이에서는 연방제를 포기하고 백인들의 이권 확보에 전념해야 한다는 여론이 형성되었고 로디지아 니아살랜드 연방은 1963년을 기해 해체되었다.
1964년에는 북로디지아가 잠비아로, 니아살랜드가 말라위로 각각 독립했다. 남로디지아는 로디지아 백인 정권을 거쳐 1980년에 짐바브웨로 독립하게 된다.